# Opuntia pusilla
Opuntia pusilla es una especie fanerógama perteneciente a la familia Cactaceae. Es nativa de Centroamérica  en el  Caribe.

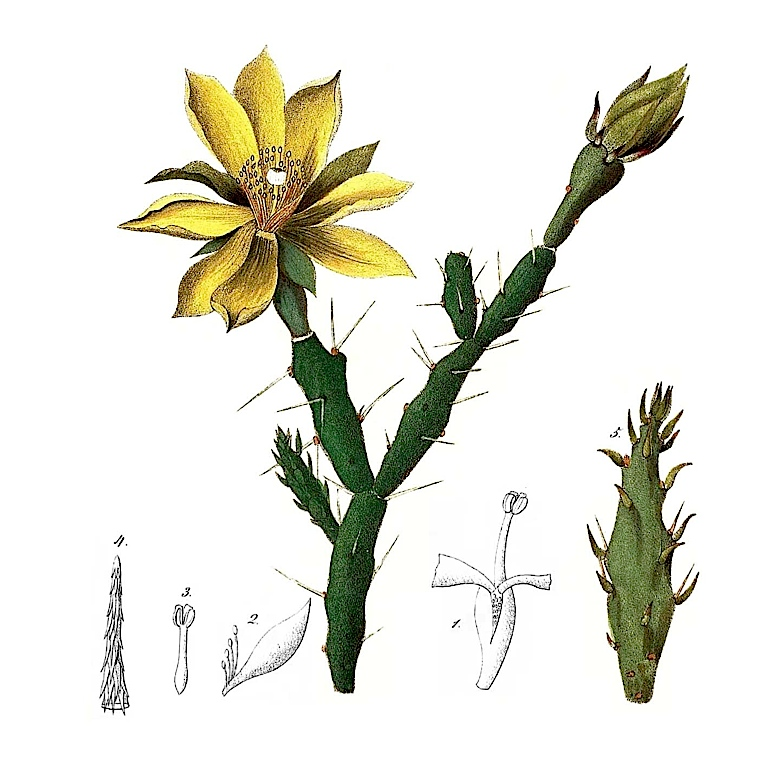
Ilustración

## Descripción
Opuntia pusilla es un arbusto bajo que crece, es en su mayoría rastrero y alcanzando  hasta 20 centímetros de altura. Los cladodios son verde brillantes, lisos, estrechamente oblongos a amplios de hasta 12 cm de largo, 5 a 6 cm de ancho y cerca de 1 cm de grosor.  Las areolas están muy separadas. Tienen una a dos (raramente cuatro) espinas que también pueden  faltar, son de color pardo a amarillento o grisáceo, y de hasta 3,5 cm. Las flores son amarillas con un diámetro de 6 cm. Los frutos son ovoides, rojos y carnosos pero sin sabor. Miden 2,2 a 3,5 centímetros de longitud y alcanzan un diámetro de 1,5 centímetros.

## Taxonomía
Opuntia pusilla  fue descrita por (Haw.) Haw. y publicado en Synopsis plantarum succulentarum ... 195. 1812.
Etimología
Opuntia: nombre genérico  que proviene del griego usado por Plinio el Viejo para una planta que creció alrededor de la ciudad de Opus en Grecia.

pusilla: epíteto latino que significa "muy pequeño".
Sinonimia
- Cactus pusillus
- Opuntia drummondii
- Opuntia tracyi
- Opuntia macateei
- Opuntia pes-corvi